# 羅生門 (電影)
《罗生门》（日语：／ Rashōmon ?）是由日本导演黑泽明执导，于1950年拍摄完成的電影。故事的主要情节改编自日本作家芥川龙之介的小说《竹藪中》，叙述一个武士和妻子在远行途中被强盗拦截并捆绑，其妻被强盗强奸，之后武士又不明原因地死去的故事；发生的场景和部分情节则来自芥川龙之介的《罗生门》。电影通过多人对此事件的不同描述表达了「人言不可盡信」的意涵。剧中强盗、武士妻子、武士分别由三船敏郎、京町子、森雅之扮演，且获得第12屆威尼斯影展金獅獎、意大利电影评论奖、奥斯卡荣誉奖（相当于今日的奧斯卡最佳國際影片獎）等众多奖项。这是一部在日本电影史上具有里程碑意义的作品，也被眾人認為是歷史上最偉大的電影之一。

## 劇情
因為一場滂沱大雨，一名乞丐奔進了破落的城門「羅生門」內避雨，而在門內，早已有一個樵夫和一個和尚正在等待天晴。然而，因樵夫的一句自言自語「不懂、真是不懂」勾起乞丐的好奇心，經再三追問樵夫說出了一件耐人尋味、撲朔迷離的奇案：
原來樵夫與和尚剛為三天前一件武士被殺案在衙門作供。三天前樵夫進山林中砍柴，在草叢間見到一頂武士帽，旁邊發現有一具武士屍體，嚇得他趕緊去報官。和尚因在武士死亡當日，見過武士與他的妻子在山下走過，也被找去作證。不久，差役在城外河灘發現一名墜馬受傷的人，原來該人是官衙通緝多時的強盜，和尚證明強盜的馬匹及弓箭是武士所有，故官衙認定強盜殺死了武士並盜取他的物品，後來官衙更尋找到武士妻子，結果眾人一同進行審訊。
在公堂上，強盜承認因見武士妻子美貌而起了賊心，故向武士訛稱深山內發現了大量武器及財寶，引誘武士到深山中並將他制伏綑綁，再在武士面前強暴了他的妻子。強盜說他強暴完武士妻子後，武士妻子指強盜只是乘人之危，有本事理應在決鬥中打敗她的丈夫，堂堂正正贏取她，結果強盜將武士鬆綁，再與武士決鬥了廿三回後，殺死了武士，但武士妻卻趁機逃走了；強盜以此誇耀自己武藝高強。武士妻子的供詞前部份大致與強盜相同，但當她說到受到強盜污辱後，強盜很快已離開現場。她撲到丈夫身上哭訴，而武士卻鄙視地看著她，毫無憐惜之意。因此她悲傷地昏了過去，手中所持的短刀因而誤刺武士。這時公堂上讓女巫將武士的靈魂招來審問，武士卻說強盜污辱其妻後，妻子竟主動要求跟強盜一起，並唆使強盜殺害武士，她和強盜才無後顧之憂。強盜亦覺武士妻子太狠心，把她踏在地上，問武士究竟殺死這個狠心人還是放過她，武士表示不欲傷害妻子，要求強盜放過她，此時武士妻子趁機逃走，強盜亦追趕，剩下武士一人在山林中。武士感到十分絕望，便拿起妻子留下的短刀自殺。
樵夫敘述完公堂上各人的陳詞後，向乞丐與和尚表示，其實他是在山林中看到整件事的過程，卻害怕惹上麻煩而不敢在官府說出真相。樵夫表示，當時他躲在山林一角，看到武士妻子被玷污後，本來強盜想與武士決鬥，勝方可帶走女人，但武士卻指發生妻子在丈夫面前與其他男人交合這種羞事，為人妻者理應自殺，自己不想為此失貞的女人賭上性命，原先想將武士的妻子佔為己有的強盜見此狀亦覺索然無味，不想帶走武士妻子。武士妻子見兩人皆不願為了自己而戰，感到沒面子進而挑撥離間，指責武士及強盜都是懦夫，武士與強盜為了面子勉強作出「決鬥」，原來兩人的刀法都非常不濟，最後強盜在胡亂的打鬥中僥倖殺死武士，而武士妻子趁機逃去。
乞丐、樵夫和和尚三人正談至尾聲時，忽然聽到城門內傳出嬰兒哭聲。乞丐首先找到被遺棄的嬰兒，立即剝去棄嬰的外衣打算變賣，卻被樵夫阻止。乞丐便說人們都是很自私的，包括樵夫也是為了自己的利益而活。乞丐質疑案件中武士妻子那把鑲滿珠寶的短刀不知去向，猜中了是樵夫因為貪婪，在案發後私下偷走了，所以才不敢向官府說出事件的真相。最終乞丐還是搶走了孩子的衣服，樵夫想去抱孩子，和尚誤以為他還想剝去孩子的貼身衣裳，引起了爭吵。最後樵夫說：「我已有六個孩子，不在乎養第七個孩子，讓我領養吧！」和尚這才知道自己誤會了他的好意，將孩子交給了他。原本因人性自私邪惡而萬念俱灰的和尚，終仍相信世界上還是存在值得相信的人。此時滂沱大雨終於停止，夕陽照著樵夫離去的背影。

## 角色
| 角色     | 演员       | 备注                                                                     |
| -------- | ---------- | ------------------------------------------------------------------------ |
| 多襄丸   | 三船敏郎   | 在京都臭名远扬的盗贼。好色，被真砂的美貌和性情吸引，因此袭击了金泽夫妇。 |
| 金泽武弘 | 森雅之     | 旅行的武士，被多襄丸巧言带到深山里，后被杀。                             |
| 真砂     | 京町子     | 金泽的妻子。乍一看老实贞淑，但内心性情激烈。                             |
| 樵夫     | 志村乔     | 金泽遗体的第一发现者。                                                   |
| 行脚僧   | 千秋实     | 案發前曾遇见金泽。                                                       |
| 下人     | 上田吉二郎 | 避雨时与樵夫交谈。                                                       |
| 巫女     | 本間文子   |                                                                          |
| 差役     | 加東大介   | 在河滩外捉住倒在地上的多襄丸                                             |

## 製作人員
- 導演：黑澤明
- 原作：芥川龍之介
- 脚本：黑澤明、橋本忍
- 攝影：宮川一夫
- 錄音：大谷巖
- 美術：松山崇
- 燈光：岡本健一
- 音樂：早坂文雄

## 製作過程
本片的拍攝於1950年（昭和25年）7月7日至8月17日間進行，為期42天。

## 影片艺术特色
影片《罗生门》是一部黑白电影，描述的是当时社会人们的自私以及人与人之间的互不信任的一种极不和谐的人际关系。整个故事都以黑灰色调为基础，表现出一种严肃、神秘而又凄凉的氛围。
《罗生门》中多采用平衡构图法，人物多出现在画面中央。人物单独出现时，特别是他们在检非违使衙门提供证词时，不管是樵夫、行腳僧、衙役、强盗、武士妻子都出现在画面的中心。即使是衙役和强盗同时出现时也是一左一右构成画面主体，是一种对称性构图。
其次构图也强调主次关系，在检非违使衙门和巫女通靈时，樵夫和云游和尚总是端坐在后面，是画面的次要主体，构成画面的背景。